# Oberehe

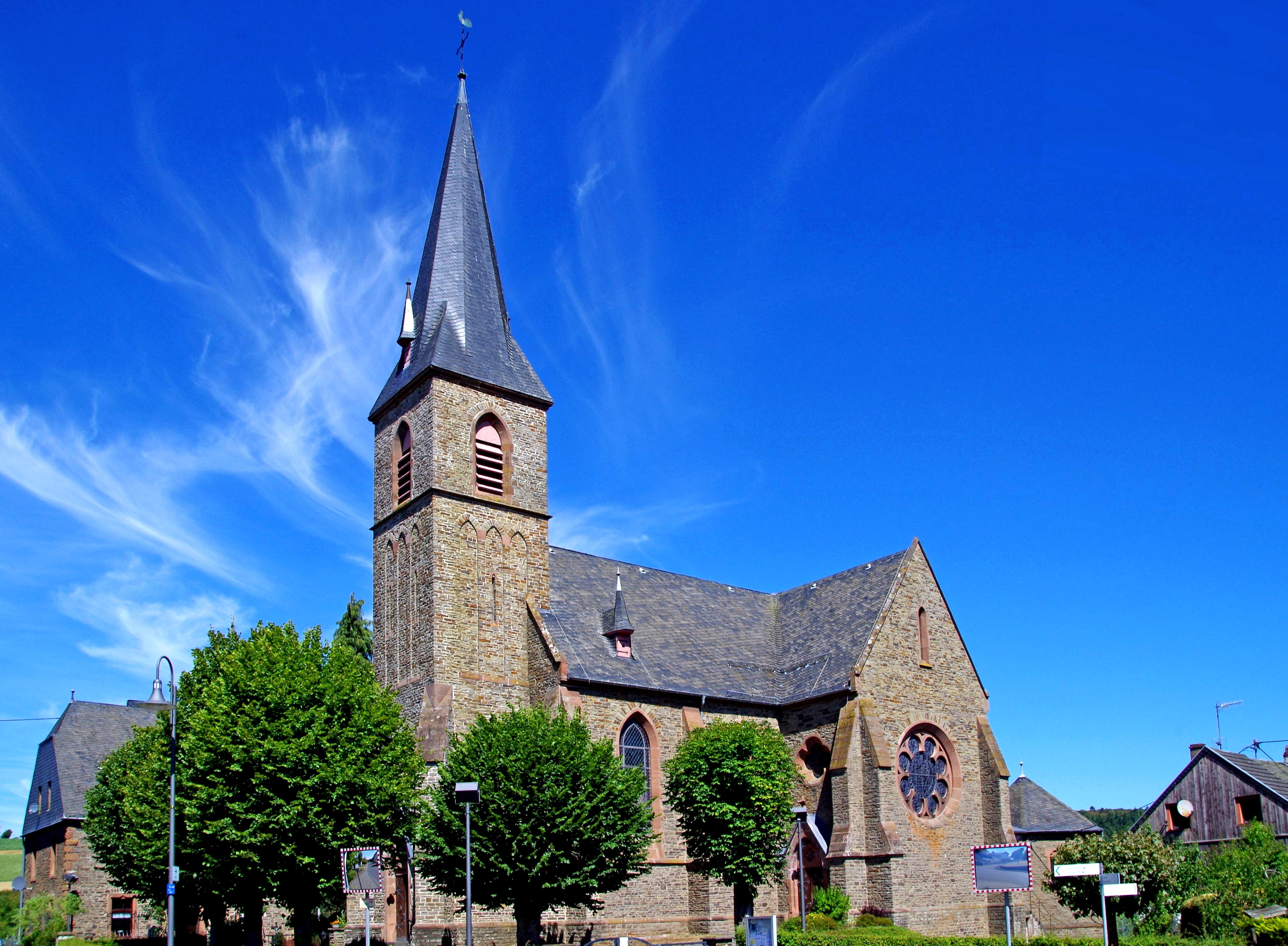
Katholische Kirche St. Jacob (2020)

Oberehe ist ein Ortsteil der Ortsgemeinde Oberehe-Stroheich im Landkreis Vulkaneifel in Rheinland-Pfalz. Der Ort gehört der Verbandsgemeinde Gerolstein an und war bis zum 6. November 1970 eine eigenständige Gemeinde.

## Lage

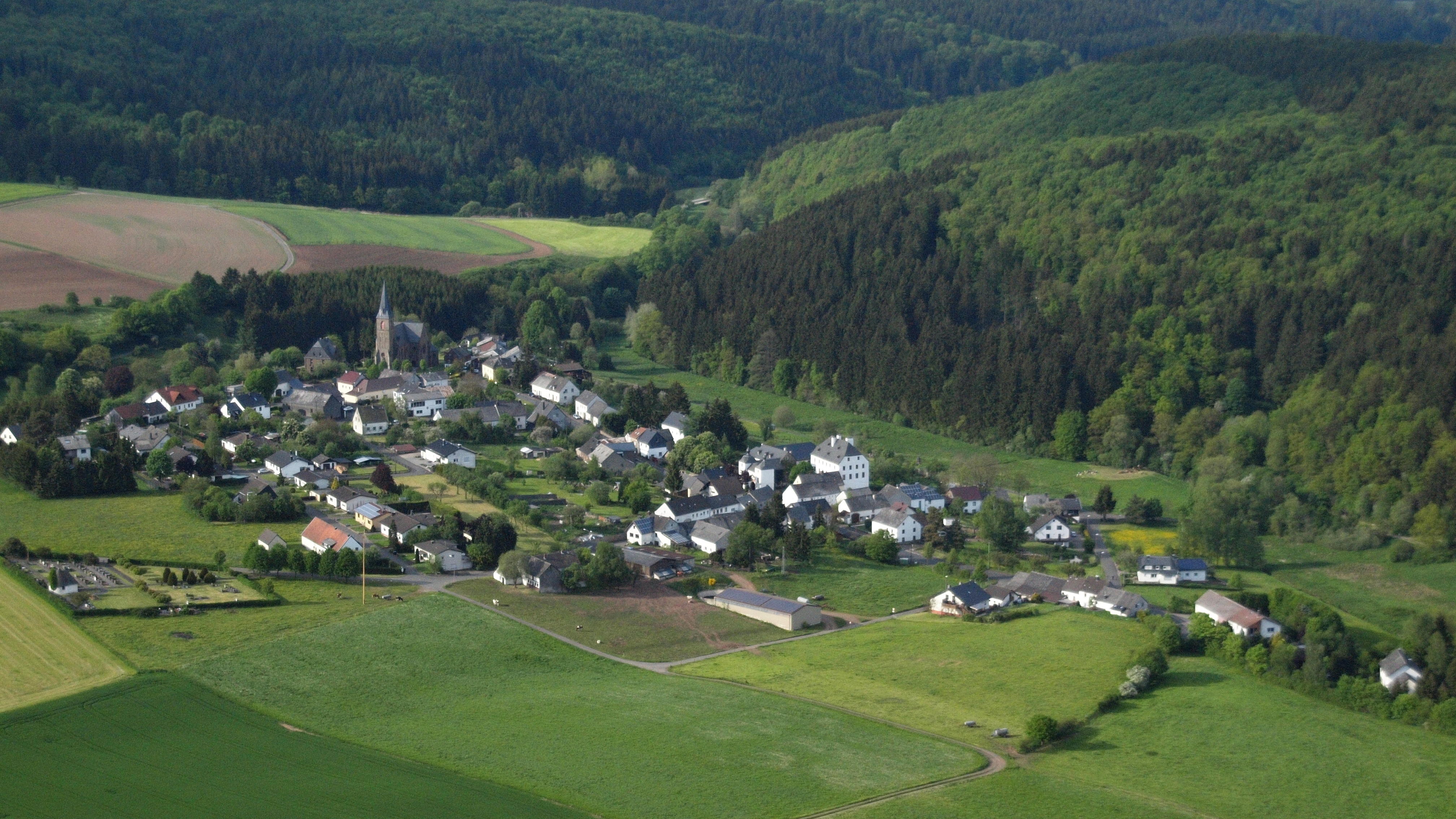
Luftbild von Oberehe (2015)

Oberehe liegt rund acht Kilometer Luftlinie östlich von Gerolstein in der Vulkaneifel. Umliegende Ortschaften sind Heyroth im Nordosten, Brück im Osten, Dreis im Südosten, Betteldorf im Süden, Essingen im Südwesten, Zilsdorf im Westen und Stroheich im Nordwesten. Südlich von Oberehe liegt der Dreiser Weiher. Der Ahbach und der Selbach fließen durch den Ort, letzterer entspringt südlich von Oberehe und mündet nördlich von Oberehe in den Ahbach.
Oberehe liegt an der Bundesstraße 421 zwischen Gerolstein und Daun. Die Bundesautobahn 1 mit der Anschlussstelle Kelberg liegt rund sechs Kilometer östlich von Oberehe.

## Geschichte

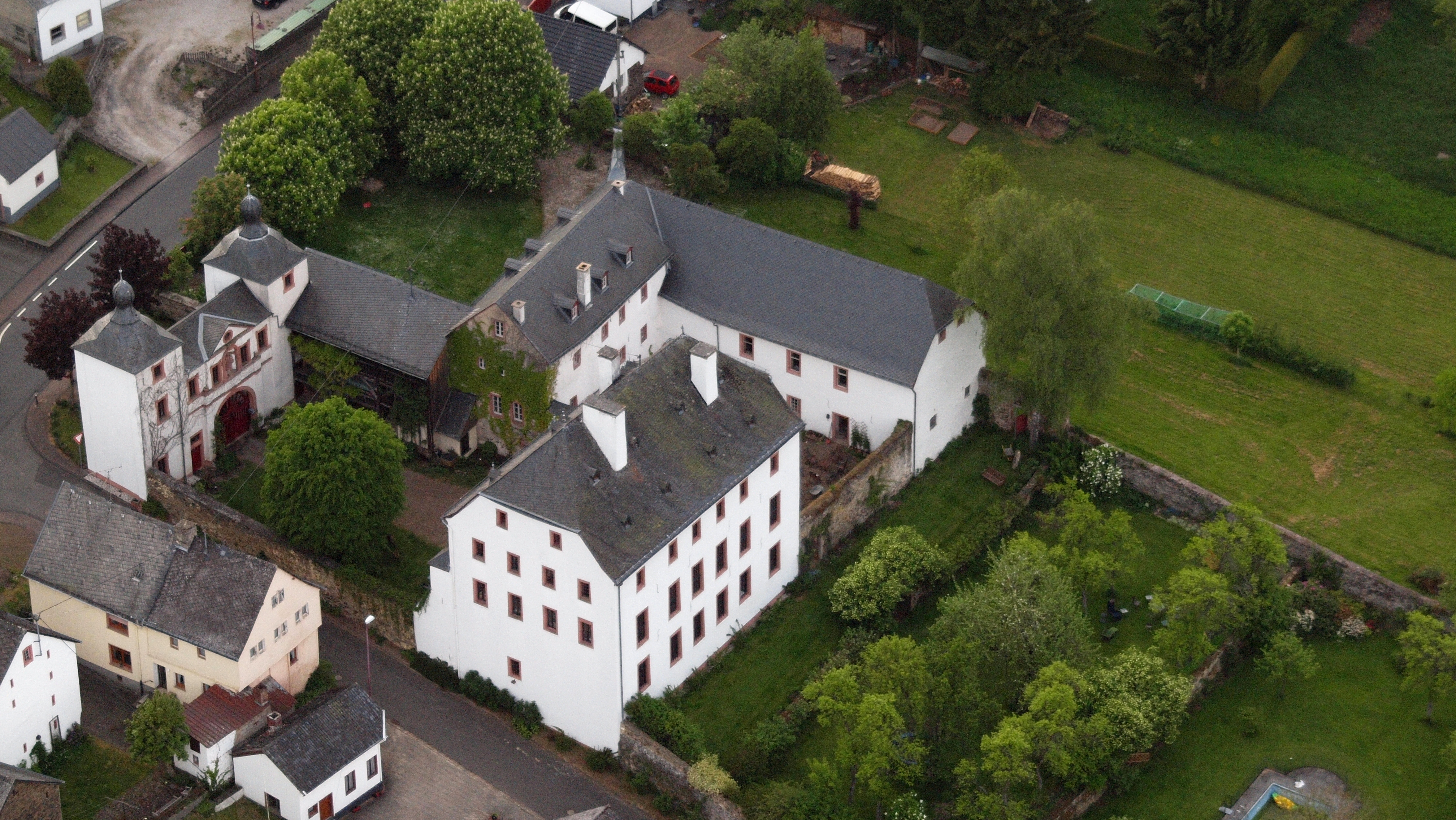
Schloss Oberehe, Luftaufnahme (2015)

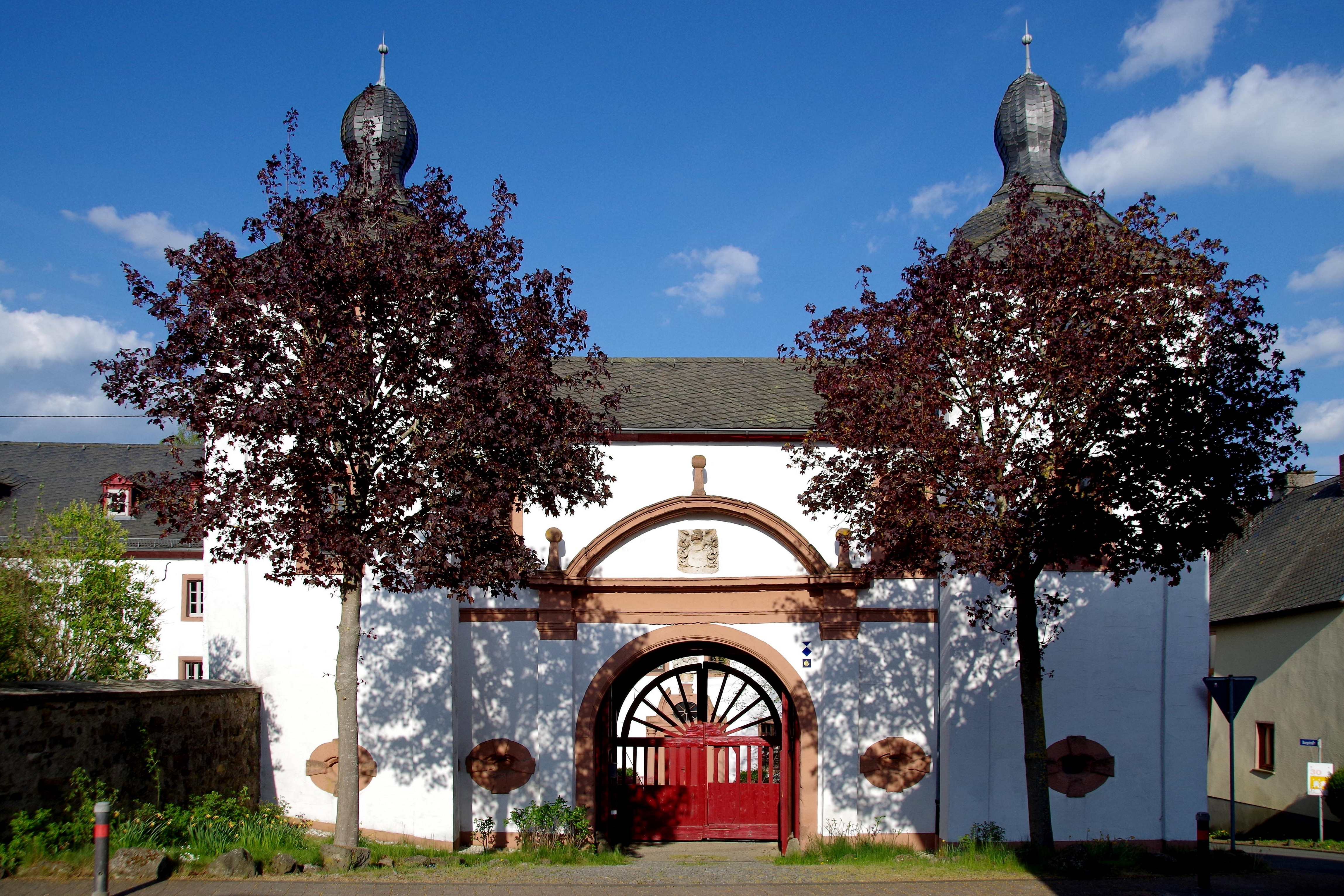
Eingangsportal von Schloss Oberehe (2020)

Der Ort Oberehe wurde erstmals im Jahr 1218 in einer Bestätigungsurkunde des Erzbischofs Engelbert I. von Köln an das Kloster Niederehe erwähnt. Zwischen 1696 und 1698 wurde das Schloss Oberehe als Landsitz durch Johann Christoph von Veyder erbaut, der zu diesem Zeitpunkt herzoglich Arenbergischer Oberamtmann von Kerpen war. Bis ins 18. Jahrhundert gehörte Oberehe zur Herrschaft Kerpen.
Im Jahr 1794 wurde das Gebiet um Oberehe während des Ersten Koalitionskrieges von französischen Revolutionstruppen besetzt. Damals gehörten die Ländereien und Güter dem Grafen von Metternich. Von 1798 bis 1814 gehörte Oberehe zum Kanton Daun im Saardepartement. Am 12. November 1811 wurde der Graf von Metternich durch die französische Regierung enteignet. Nach den Beschlüssen auf dem Wiener Kongress kam Oberehe im Jahr 1815 zum Königreich Preußen. Dort kam der Ort im folgenden Jahr durch eine Gebietsreform zum Kreis Daun im Regierungsbezirk Trier in der Rheinprovinz. Seit 1816 wurde Oberehe von der Bürgermeisterei Hillesheim verwaltet.
Nach dem Zweiten Weltkrieg gehörte Oberehe zur Französischen Besatzungszone, deren Teil der ehemaligen Rheinprovinz zum Land Rheinland-Pfalz kam. 1968 wurde aus der Bürgermeisterei Hillesheim die Verbandsgemeinde Hillesheim gegründet. Am 7. November 1970 fusionierte Oberehe mit der Nachbargemeinde Stroheich zu der neuen Gemeinde Oberehe-Stroheich. Die Verbandsgemeinde Hillesheim wurde mit dem 1. Januar 2019 aufgelöst und fusionierte mit den Verbandsgemeinden Gerolstein und Obere Kyll zur neuen Verbandsgemeinde Gerolstein.